# Jacob von Krause

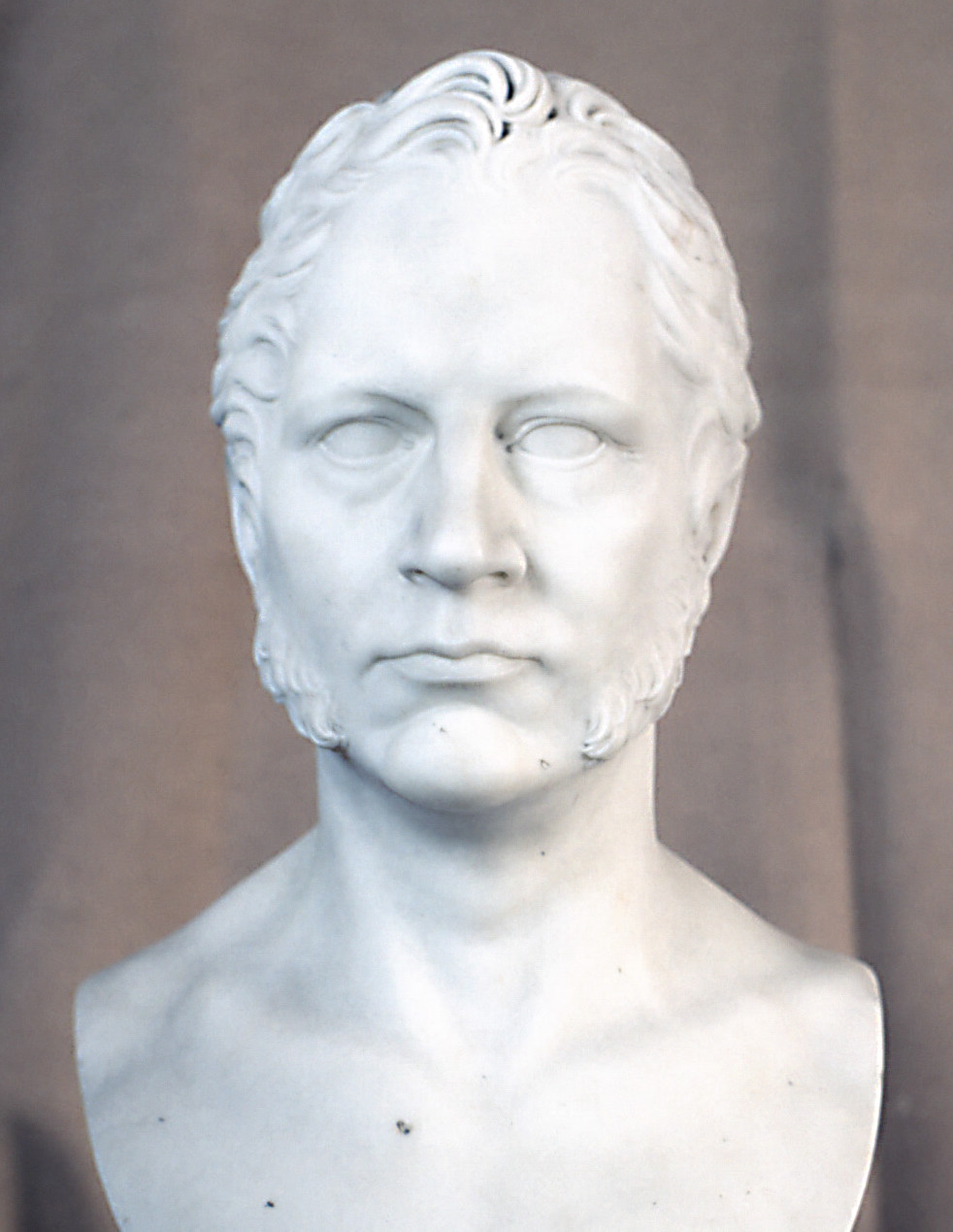
Jacob von Krause, Marmorbüste von Landolin Ohmacht(?), in Familienbesitz

Jacob von Krause (* 18. April 1775 in Reval; † 15. August 1857 in Linz) war ein deutsch-baltischer Kaufmann, Generalkonsul und Kunstmäzen des frühen 19. Jahrhunderts.

## Leben

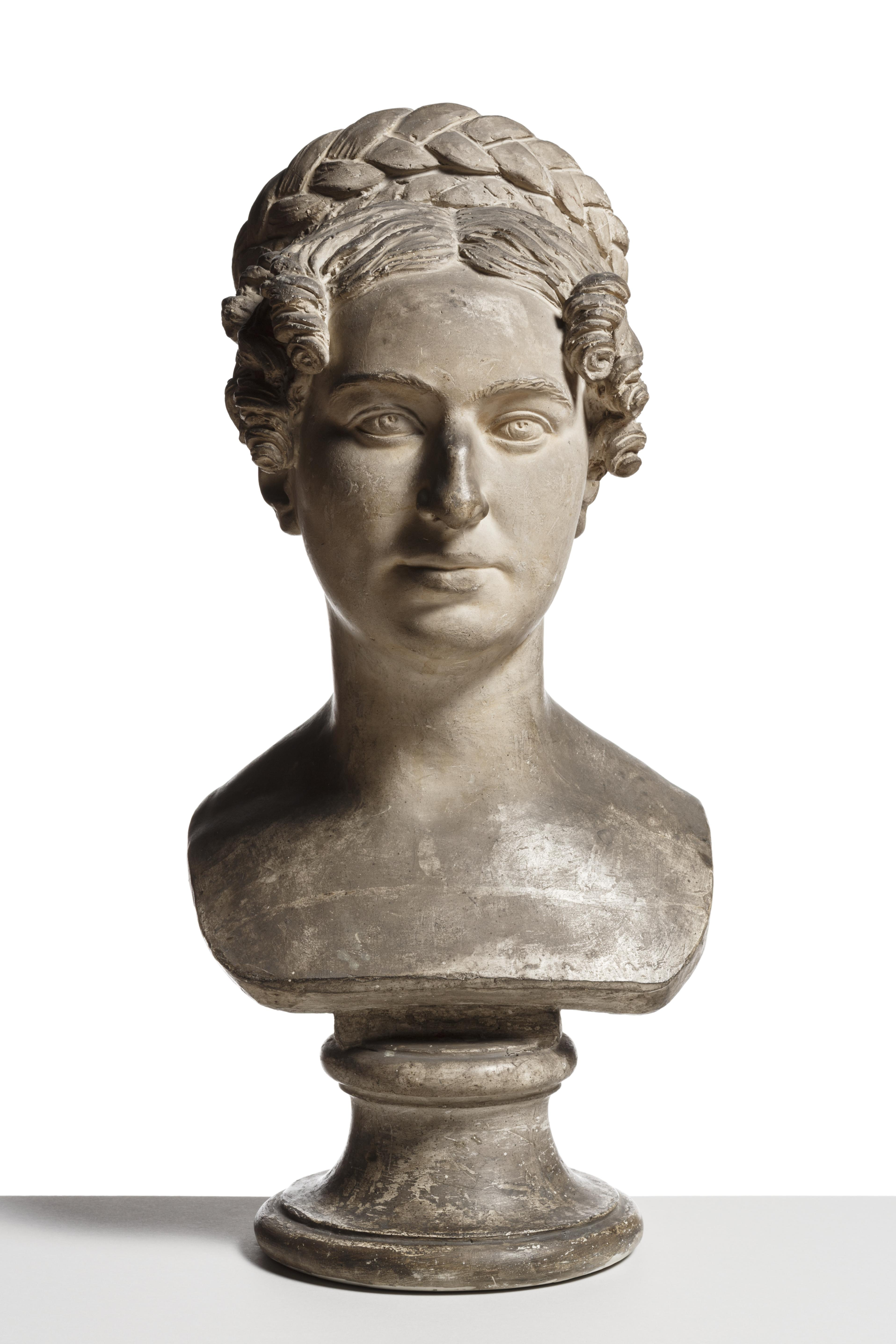
Julie von Krause, geb. Kirchenpauer; Büste von Bertel Thorvaldsen, Gipsabdruck im Thorvaldsen-Museum (A244)

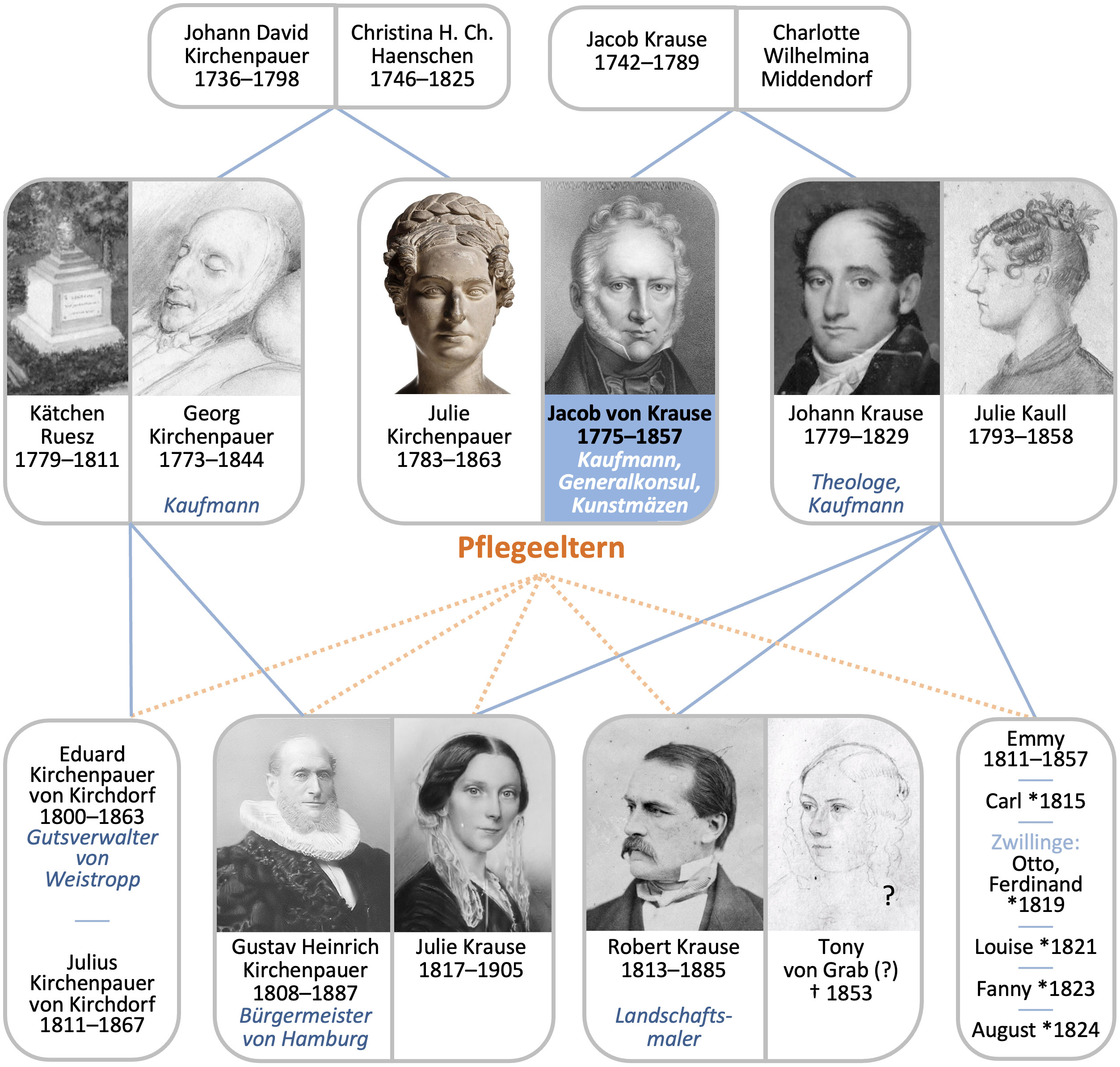
Das familiäre Umfeld von Jacob von Krause

### Frühe Jahre
Jacob (von) Krause wuchs als Sohn des Buchhändlers und Reeders Jacob Krause (1742–1789) im russischen Gouvernement Estland auf. Als junger Kaufmann ließ er sich in Hamburg nieder und befreundete sich mit dem dort ansässigen Kaufmann Georg Kirchenpauer. Am 16. Mai 1799 heiratete er Georgs Schwester Julie Kirchenpauer kurz vor deren 16. Geburtstag. Zwei Wochen später (29. Mai) heiratete Georg Kirchenpauer die zwanzigjährige Anna Catharina Ruesz (genannt „Kätchen“).
1801 machte Krause gemeinsam mit dem Schwager Georg Kirchenpauer eine Geschäftsreise ins Baltikum. Als Folge der Zweiten Nordischen Konvention zur bewaffneten Neutralität brachen während der Reise in Hamburg Krauses Geschäfte mit England zusammen. Georg Kirchenpauer unterstützte ihn. So konnte Jacob Krause seinen Konkurs abwenden. Er zog nun nach Bordeaux und fädelte von dort erfolgreich neue Geschäfte ein.

### In Sankt Petersburg
Während der Kontinentalsperre machte Krause riskante Geschäfte mit dem Warenschmuggel von England über Helgoland nach Hamburg und erwarb dabei ein großes Vermögen, mit dem er sich in Sankt Petersburg fürstlich niederließ und in den ersten Kreisen verkehrte. Als seine Schwägerin Kätchen Kirchenpauer nach der Geburt ihres Sohnes Julius am 19. Dezemberjul. / 31. Dezember 1811greg. an Kindbettfieber starb, nahmen Krause und seine Frau Kätchens Kinder Gustav Heinrich und Julius in Pflege.
Als Napoleons Grande Armée 1812 in Russland vordrang, erreichten Nachrichten nur mit wochenlanger Verzögerung Sankt Petersburg. Im September war nicht auszuschließen, dass Napoleon auch die Hauptstadt Sankt Petersburg besetzen könnte. Jacob Krause befürchtete, dass es dann schlecht um ihn stehen würde, wenn die Franzosen erfahren würden, dass er seinen Reichtum durch geschickte Umgehung der Kontinentalsperre erworben hatte. Also verlegten die Krauses mit den zwei Pflegekindern ihren Wohnsitz nach London, wo Jacob Krause Geschäftspartner und Freunde hatte. Die mehr als zweimonatige Reise führte zunächst auf dem Landweg über Wyborg und Helsinki nach Åbo (10. Oktober), von dort über die Ostsee nach Schweden, wieder zu Lande zum Skagerrak und schließlich in stürmischem Herbstwetter quer über die Nordsee. Am 12. Dezember erreichten sie London. Im Sommer 1814 „nach dem Friedensschluss kehrten wir nach Petersburg zurück, wo mein Onkel, der inzwischen ein ansehnliches Vermögen erworben hatte, sich jetzt auf das Glänzendste einrichtete“, schrieb Gustav Heinrich später ins „Kirchenpauersche Geschlechts-Register“.
1817 wurde Krause zum Österreichischen Generalkonsul in Sankt Petersburg ernannt. Später erinnert sich Gustav Heinrich:

„Jacob von Krause bewohnte ein elegantes Haus in der besten Gegend der Stadt, ein Eckhaus an einem freien Platz mit zwei langen Fronten, zwischen beiden Flügeln ein großer heller Hof mit Ställen, Remisen und sonstigem Zubehör. Im Erdgeschosse befanden sich das Comptoir, das Consulatsbüreau, die Küche, Domestikenwohnungen &c, im ersten Stock ein Speisesaal, ein Tanzsaal mit Marmorwänden und eine lange Suite schön decorirter Empfangs- und Wohnzimmer; im zweiten Stock außer einigen Schlaf- und Fremdenzimmern, eine Anzahl einfach möblirter Gemächer, welche nur bei Bällen, die im Winter in der Regel alle Montag stattfanden, zum Soupiren benutzt wurden.
Es herrschte damals unter den deutschen Kaufmannsfamilien, die sich der besonderen Gunst des Kaisers Alexander I. erfreuten, ein sehr bewegtes Leben und außerordentlicher Luxus; […] Unter einander wetteiferten diese Familien mit glänzenden Festen. […] In unserem Hause waren fast immer ein paar Herren oder Damen zu Tisch oder zum Thee (man dinirte gegen 4 oder 5 Uhr).
Meine Tante, eine schöne und liebenswürdige Frau, stand damals in vollem Glanz. Sie wußte vortrefflich Conversation zu machen, gleichviel ob deutsch, englisch oder französisch, interessirte sich für alles, las viel in allen Sprachen, schrieb und dichtete selbst, war überaus strebsam und unterhielt sich angelegentlich mit Staatsmännern über Politik, mit Gelehrten über ihr Fach, und allerseits machte man ihr den Hof.
Mein Onkel stand ihr nicht nach. Er war ein großer, stattlicher Mann mit schönem, ausdrucksvollem Gesicht, elegant und vornehm. Wenn er in seiner reichen österreichischen Generalconsulsuniform am Neujahrstage zur Cour ins Winterpalais fuhr und der ganze Palaisplatz voll schöner Equipagen stand, zeichnete sich die seinige, mit vier prachtvollen schwarzen Hengsten bespannt, vor allen übrigen aus. Er verkehrte viel mit den österreichischen und anderen fremden Diplomaten. Diese, wie auch angesehene russische Beamte und ausgezeichnete Gelehrte, z. B. die deutschen Mitglieder der petersburger Akademie, unterhielten sich gern mit ihm und kamen häufig in sein gastliches Haus.“

Im Jahr 1818 machte Krause zusammen mit seiner Frau eine Reise nach Rom, um seine Gemälde- und Skulpturensammlung zu erweitern. Hier beauftragte er Bertel Thorvaldsen auch mit einer Marmorbüste seiner Frau Julie, von der heute ein Gipsabguss im Kopenhagener Thorvaldsen-Museum ausgestellt ist.

### Schloss Weistropp

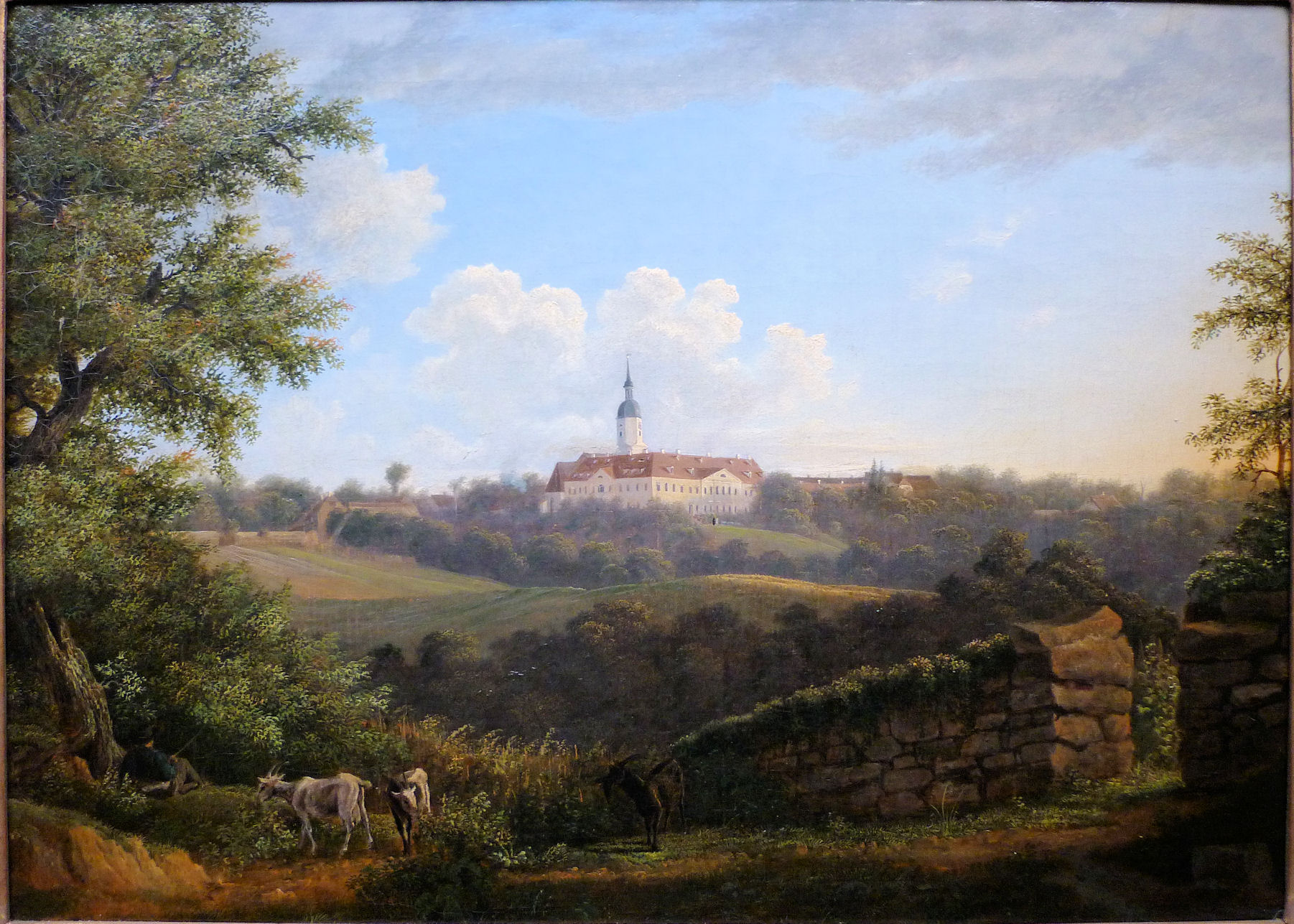
Robert Krause: Schloss Weistropp, 1832, in Familienbesitz

1822 kaufte er für 80.000 Taler das Schloss Weistropp zwischen Dresden und Meißen mit den Gütern Weistropp, Helbigsdorf und Niederwartha,
1823 bat er um seinen Abschied als Österreichischer Generalkonsul, „weil seine schwache Gesundheit ihm gebot, sich in milderem Klima aufzuhalten“.
Anschließend übersiedelte das kinderlose Ehepaar Jacob und Julie von Krause nach Weistropp und nahm auch Jacobs Bruder Johann Krause mit seiner Frau und sieben Kindern im Schloss auf.

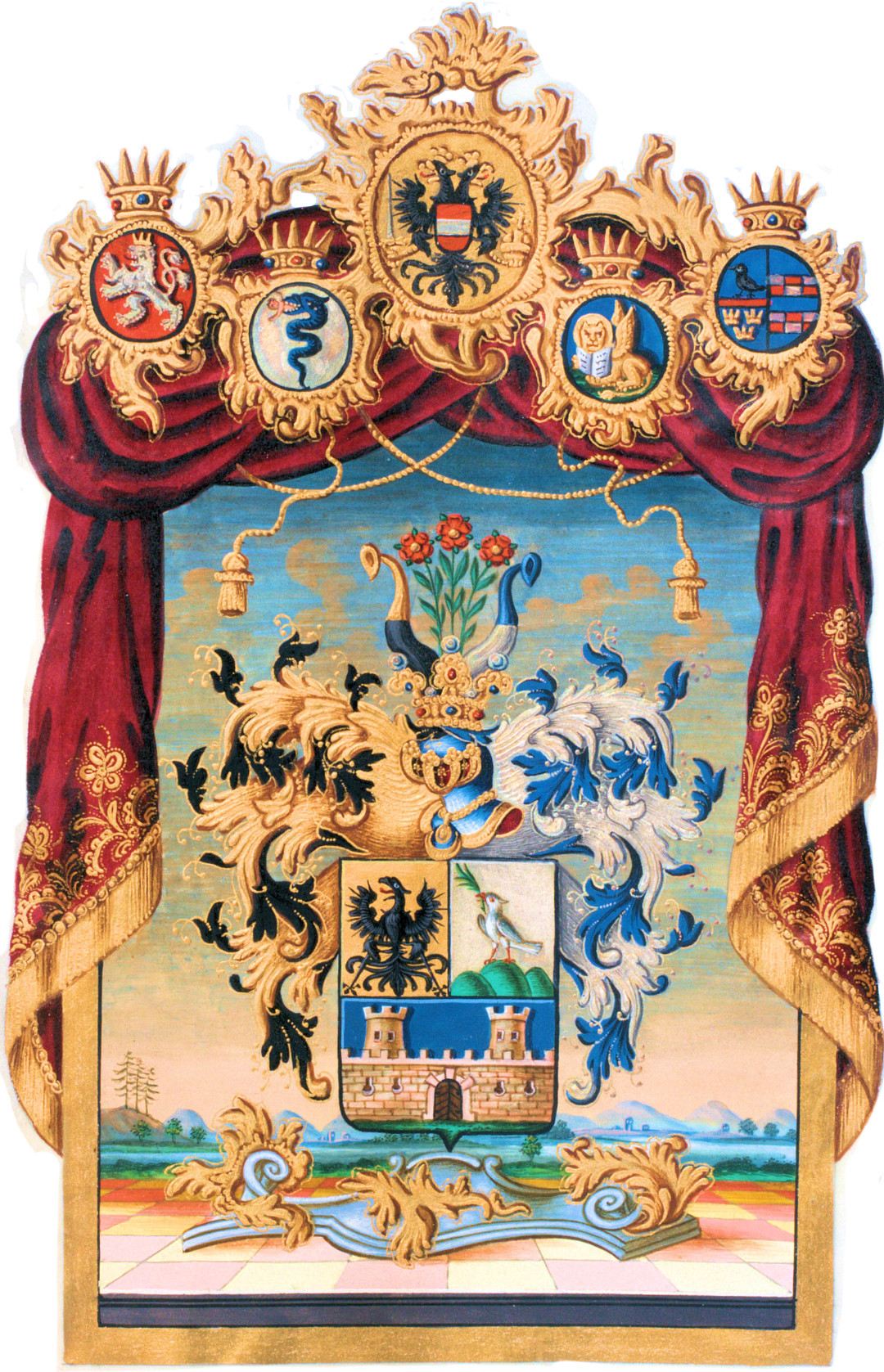
Wappen aus dem Adelsbrief für Jacob von Krause

Am 15. Januar 1824 wurde Krause in den österreichischen Adelsstand erhoben, weil er sich „während seines Generalkonsulats sehr rühmlich benommen, und wegen seiner Unserm Kaiserhause ergebenen Gesinnungen sowohl, als wegen der einsichtsvollen, und eifrigen Erfüllung seiner Amtspflichten Unserer Gnade besonders würdig gemacht“ hat.
Nach dem Tod von Jacobs von Krauses Bruder Johann im Jahr 1829 kümmerten sich Jacob und Julie von Krause um das Wohlergehen der Witwe und der inzwischen neun Kinder, darunter der spätere Landschaftsmaler Robert Krause und Julie (* 6. März 1817), die künftige Frau von Gustav Heinrich Kirchenpauer.

### Die Kunstschätze
Jacob von Krause verwandelte das geräumige Schloss Weistropp in ein privates Kunstmuseum. Ein Reiseführer von Dresden schreibt über Weistropp, dass „in dem dasigen Schlosse des Rittergutes die bedeutende Kunstsammlung des Besitzers von Krause besehen werden kann“.
Zu diesen Kunstwerken gehören Gemälde von Leonardo da Vinci, Murillo (?), van Dyck, Mengs und Skulpturen von Thorvaldsen, die heute im Eremitage-Museum in Sankt Petersburg stehen.
1825 ernannte die »k. k. Akademie der bildenden Künste« ihn zum Ehrenmitglied.
Das Kunstschloss lockte viele prominente Besucher an, darunter der (1829 verstorbene) Herzog Carl August von Weimar, den vor allem drei Thorvaldsen-Statuen (Amor, Ganymed füllt den Becher und der Hirtenknabe mit dem Hunde) anzogen. Krause ließ für den Herzog auf dessen Wunsch einen Abguss des Ganymed anfertigen.

### Lebensabend
1831 setzte von Krause seinen Neffen Eduard Kirchenpauer als „Ökonomie-Inspektor“ (Verwalter) seiner Güter Weistropp, Helbigsdorf und Niederwartha ein.
1838 verkaufte er Schloss Weistropp an Herzog Karl II. von Lucca und ließ sich in Dresden nieder. Die Kunstwerke blieben noch im Schloss, bis 1842 der Herzog einzog.
In Dresden besuchte Gustav Heinrich Kirchenpauer 1843 seine ehemaligen Pflegeeltern Krause und verlobte sich mit der Pflegetochter Julie Krause. Die Hochzeit fand am 2. April 1844 in Dresden statt.
Später zog das Ehepaar von Krause nach Linz, wo Jacob am 15. August 1857 starb.

## Einzelbelege
1. ↑  Details nach Samson, S. 44f
2. ↑  Original verschollen, Abschrift in Familienbesitz
3. ↑  Samson, S. 32–34
4. ↑  Bertel Thorvaldsen 1770-1844: Mrs. von Krause
5. ↑  Zitat aus Else Kai Sass: Thorvaldsens Portrætbuster. G.E.C. Gads, Kopenhagen 1963, S. 502.
6. ↑  aus dem Adelsbrief (in Familienbesitz)
7. ↑  Rudolph Lindau und Wilhelm Adolph: Merkwürdigkeiten Dresdens und der Umgegend, mit einer neuen Beschreibung aller Sammlungen für Wissenschaft und Kunst. Taschenbuch für Fremde und Einheimische. 4. Aufl. besorgt von J. G. Wiemann. Dresden und Leipzig: Arnoldische Buchhandlung. 1835, S. 393
8. ↑  Einzelheiten hierzu in Ring 2013.
9. ↑  Oesterreichischer Beobachter Nro. 134 vom 14. Mai 1825.
10. ↑  erwähnt in einem Brief von Krauses an Thorvaldsen von 1830
11. ↑  Vgl. Ring 2019, S. 262ff

| Personendaten    | Personendaten                     |
| ---------------- | --------------------------------- |
| NAME             | Krause, Jacob von                 |
| KURZBESCHREIBUNG | deutscher Kaufmann und Kunstmäzen |
| GEBURTSDATUM     | 18. April 1775                    |
| GEBURTSORT       | Reval                             |
| STERBEDATUM      | 15. August 1857                   |
| STERBEORT        | Linz                              |